# Seriñá
Seriñá (en catalán y oficialmente, Serinyà) es un municipio español de la provincia de Gerona, situado en la parte septentrional de la comarca del Pla de l'Estany, en el límite con la de La Garrocha, en Cataluña. Además de la capital municipal, incluye los núcleos de Baió, Bosquerós, Casals y Cellera d'Amont. Cuenta con una población de 1198 habitantes (INE 2024).

## Historia
En su término municipal se hallan varias cuevas con yacimientos prehistóricos del Paleolítico Superior, entre ellas la de Reclau Viver. Esta fue habitada hace más de 200 000 años por el Homo heidelbergensis y posteriormente entre hace 90 000 y 39 000 años, por el Homo neanderthalensis. De este periodo destaca la riqueza de los restos encontrados, lo que le convierten en uno de los más importantes yacimientos europeos. Posteriormente en el Neolítico hubo otro periodo de ocupación como refugio temporal y lugar de trabajo entre el 7000 y 4700 años y finalmente fue durante la Edad del Bronce fue aprovechada para entrerramientos entre el 4700 y 3100. Actualmente están protegidas por el Parc de les Coves prehistòriques de Serinyà
Según Pascual Madoz contaba con 199 habitantes y 70 viviendas. La iglesia parroquial estaba como ahora dedicada a San Andrés y estaba servida por un cura de ingreso de provisión real y ordinaria. Su economía giraba en torno a las canteras e industria del yeso, el cultivo de cereales y algo de ganado lanar. Su producción se evaluó en 3.745,600 reales e impuestos por contribuciones 93,640.
Hacia mediados del siglo XIX, el lugar, ya por entonces cabecera de un ayuntamiento que integraba junto con los lugares de Casals, Cellera d'Amont y Valldebayó, tenía contabilizada una población de 199 habitantes. Aparece descrito en el decimocuarto volumen del Diccionario geográfico-estadístico-histórico de España y sus posesiones de Ultramar de Pascual Madoz con las siguientes palabras:

SERIÑÁ ó SERINYA: l. cab. de ayunt. que forma con los cas. de Casals, Sellera de Mont y Valldebayó en la prov., part. jud. y dióc. de Gerona (6 leg.), aud. terr., c. g. de Barcelona. sit. en la falda de un cerro, á la márg. izq. de un arroyuelo, con buena ventilacion, y clima templado y sano; las enfermedades comunes son fiebres intermitentes. Tiene 70 casas, y una igl. parr. (San Andrés) de la que son anejas las capillas de San Sebastian y de Sta. Ana, servida por un cura de ingreso de provision real y ordinaria. El térm. confina N. Farás; E. Esponellá; S. Usall, y O. Campmajor. El terreno es de mediana calidad; sus montes estan poblados de robles y encinas, y contiene canteras de yeso; le fertiliza el riach. Ser; y le cruzan varios caminos locales. prod.: trigo y legumbres; cria ganado lanar. ind: fabricacion de yeso. pobl.. 46 vec., 199 alm. cap. prod.: 3.745,600 reales. imp.: 93,640.
(Madoz, 1849, p. 196)

## Demografía
Seriñá cuenta con una población de 1198 habitantes (INE 2024).
| Gráfica de evolución demográfica de Seriñá entre 1842 y 2021                                                        |
| |
| Población de derecho según los censos de población del INE Población de hecho según los censos de población del INE |